# 9218 Ishiikazuo
9218 Ishiikazuo (tên chỉ định: 1995 WV2) là một tiểu hành tinh vành đai chính. Nó được phát hiện bởi Takao Kobayashi ở Ōizumi Observatory ở Ōizumi, Gunma Prefecture, Nhật Bản, ngày 20 tháng 11 năm 1995. Nó được đặt theo tên Kazuo Ishii.